# Pascale Ducongé
Pascale Ducongé est une nageuse française née le 6 janvier 1961.
Elle est membre de l'équipe de France aux Jeux olympiques d'été de 1976 où elle prend part au relais 4 × 100 mètres quatre nages ; elle est éliminée en séries.
Elle a été championne de France de natation en bassin de 50 mètres sur 100 mètres papillon en hiver 1977 et en hiver 1980 et sur 50 mètres nage libre en hiver 1980.
Pendant sa carrière, elle a évolué en club au Stade poitevin.